# 布瑞特·菲利普斯
布瑞特·馬佛瑞克·菲利普斯（英語：Brett Maverick Phillips，1994年5月30日—），為美國職棒大聯盟的投手，目前效力於凱恩郡美洲獅。他先前曾效力過釀酒人、皇家、光芒、金鶯與天使等隊。

## 職業生涯

### 休士頓太空人
2012年美國職棒大聯盟選秀，太空人在第6輪選進菲利普斯。該年他在新人聯盟繳出2成51的打擊率，並在隔年升上1A，繳出2成42的打擊率。
2014年，菲利普斯在高階1A的上壘率高達8成83，並敲出13轟。整季他的打擊率為3成10，並敲出17轟，順利獲選為太空人年度最佳小聯盟球員。

### 密爾瓦基釀酒人
2015年7月30日，太空人將菲利普斯、多明哥·山塔那、賈許·海德和艾德里安·豪瑟交易到釀酒人，換來Carlos Gómez和麥克·菲爾斯。菲利普斯剩餘球季都在2A，並在隔年受邀參加大聯盟春訓。2016年，他因為斜肌受傷缺席不少比賽。 The Brewers added him to their 40-man roster after the season.2017年，他從3A出發。
2017年6月5日，菲利普斯登上大聯盟。該年他的打擊率為2成76，並敲出4轟與12分打點。2018年，他的打擊率僅1成82，並打回4分打點。

### 堪薩斯市皇家
2018年7月27日，釀酒人將菲利普斯和荷黑·羅培茲交易到皇家，換來麥克·穆斯塔卡斯。2019年，菲利普斯的打擊率僅1成38，並敲出2轟與6分打點。2020年8月，他甚至僅獲得6個打席。

### 坦帕灣光芒
2020年8月27日，皇家將菲利普斯交易到光芒，換來Lucius Fox。10月24日，他在世界大賽第四場敲出生涯在世界大賽的首安，同時是一支再見安打。
2021年7月2日，菲利普斯首度站上投手丘。他主投1局失1分。7月29日到8月11日之間，菲利普斯敲出3支滿貫砲。8月16日，他還打出一支場內全壘打。他僅僅花了19天就達成3支滿貫砲和場內全壘打的成就，打破了貝比·魯斯在1929年寫下的36天紀錄。
2022年8月1日，光芒從太空人交易來José Siri，並將菲利普斯給指定讓渡。

### 巴爾的摩金鶯
8月2日，菲利普斯加入金鶯。不過他17個打數僅敲出2支安打，最終8月19日被指定讓渡。

### 洛杉磯天使
2023年1月9日，菲利普斯以1年120萬美元加盟天使。他在球季初只敲出1支安打，後來他被下放3A，直到9月才重返大聯盟。整季他的打擊率為1成75，並敲出3轟與6分打點。球季結束後，他成為自由球員。

### 芝加哥白襪
2024年1月4日，菲利普斯加盟白襪。不過他在3A只有1成20的打擊率，最後他在5月4日被釋出。

### 紐約洋基
被白襪釋出後，菲利普斯跟著前大聯盟投手Sean Gallagher訓練，準備改練投手。7月30日，他與洋基簽下小聯盟約。不過他在1A投了一場，沒抓到出局數，送出2個保送外加一次牽制失誤，直接丟了5分。球季結束後，他成為自由球員。

### 凱恩郡美洲獅
2025年3月25日，菲利普斯加盟墨西哥聯盟的坎佩切海盜。4月30日，他加入獨立聯盟的克利本鐵道工。被鐵道工釋出後，他加盟凱恩郡美洲獅。不過他在美洲獅8個打數無安打，後來他在5月31日被球隊聘任為打擊教練。6月2日，球隊將他的球員身分註銷。

## 個人生活
菲利普斯的妻子是前馬林魚三壘教練特雷·希爾曼的女兒，目前他們住在佛羅里達州。而菲利普斯本身是一名基督徒。

## 外部連結
- 球員資訊和成績在MLB ，ESPN ，Retrosheet ，Baseball Reference ，Baseball Reference (Minors) ，Fangraphs ，The Baseball Cube （英文）
- 布瑞特·菲利普斯的X（前Twitter）
- 布瑞特·菲利普斯的Instagram帳戶